# Hollenegg
Hollenegg là một đô thị thuộc huyện Deutschlandsberg thuộc bang Steiermark, nước Áo. Đô thị Hollenegg có diện tích 17,58 km², dân số thời điểm năm 2005 là 2222 người.